# Castellet de Bernabé
L’habitat ibérique de Castellet de Bernabé est un site archéologique non loin de Liria (province de Valence, Espagne) qui appartient à la Culture Ibérique, plus concrètement à la tribu édétanienne. Exceptionnellement bien conservés, les vestiges ont fait l'objet d'une publication exhaustive puis finalement d'un projet de consolidation et de mise en valeur. La Mairie de Liria y organise des visites guidées.

## Le contexte naturel
En raison d'une position côtière et d'un arrière-pays montagneux, la région de Valencia constitue de longue date la voie de passage des différents courants culturels qui depuis la préhistoire traversent régulièrement la Péninsule Ibérique. La colonisation grecque et phénicienne des premiers siècles du dernier millénaire avant notre ère a teinté les communautés indigènes de traditions culturelles orientalisantes qui sont à l'origine de la Culture Ibérique. Mais malgré l'intensification de ces contacts méditerranéens, les autochtones ont tout de même conservé une économie axée sur l'agriculture et l'élevage à laquelle ce littoral lagunaire, plus intensément fréquenté, se prêtait cependant mal.
De ce fait, les sites de la Culture ibérique constituent deux groupes assez différents en fonction de leur situation géographique. Il y a d'une part ceux qui occupent une position côtière, dont l'économie devait certainement intégrer une forte composante commerciale alimentée par les contacts maritimes, et d'autre part, les communautés de l'arrière-pays dont l'économie s'appuyait principalement sur la céréaliculture, la viticulture et l'oléiculture, ainsi qu'un élevage où ovins et caprinés occupaient les premières places. Le site de Castellet de Bernabé fait partie de ce deuxième groupe. Vers le milieu du Ve s. av. J.-C. ses occupants ont choisi une vallée encaissée de l'arrière-pays, à basse pluviométrie, apte à leur économie agricole.

## Histoire d’un projet

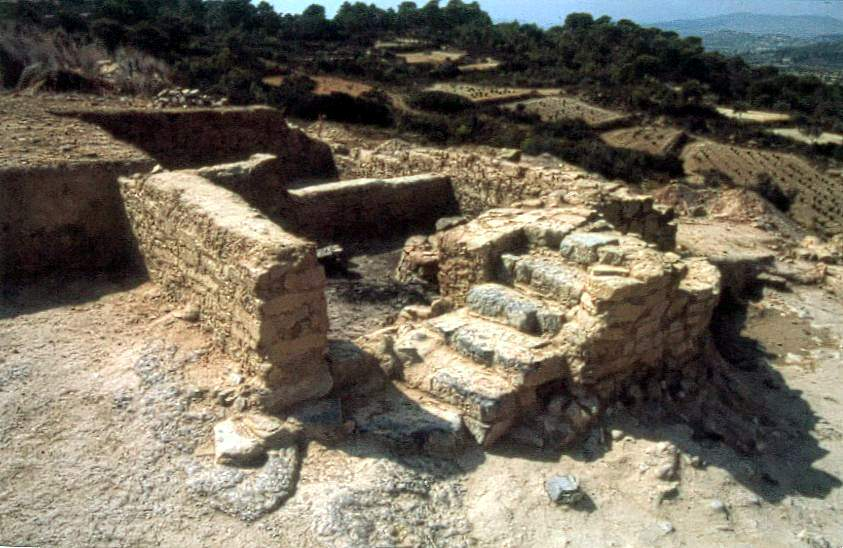
Une maison à étage.

Connu de longue date en raison de son aspect perché sur un sommet calcaire, Castellet de Bernabé était considéré comme un ancien « château », ce qui lui a valu son toponyme. Les premières mentions du mur d’enceinte qui entoure l’habitat datent de l’époque des campagnes d’inventaire du Patrimoine Historique réalisées par le Servicio de Investigación Prehistórica dans les années 1940 et régulièrement publiées dans les « Labores » du Musée de Préhistoire de Valencia.
Le programme de recherche à long terme débuta par une campagne de sauvetage en 1984, en raison des fouilles clandestines dont le site faisait l’objet depuis quelques années et qui permettaient de constater un état de conservation remarquable des éléments d’architecture domestique comme murs enduits, parements de briques crues, voire poutrages calcinés, adobes et pans de toiture effondrés pêle-mêle. À la suite de ces découvertes inédites dans le cadre de la Culture ibérique, dont les éléments mobiliers polarisaient alors tout l’intérêt des chercheurs, une campagne de fouilles d’un à deux mois s’est déroulée à Castellet de Bernabé pratiquement tous les étés de 1985 à 1998, jusqu’au dégagement complet de l’habitat et son chemin d’accès sur le versant ouest de la colline.

## Un habitat à rue axiale

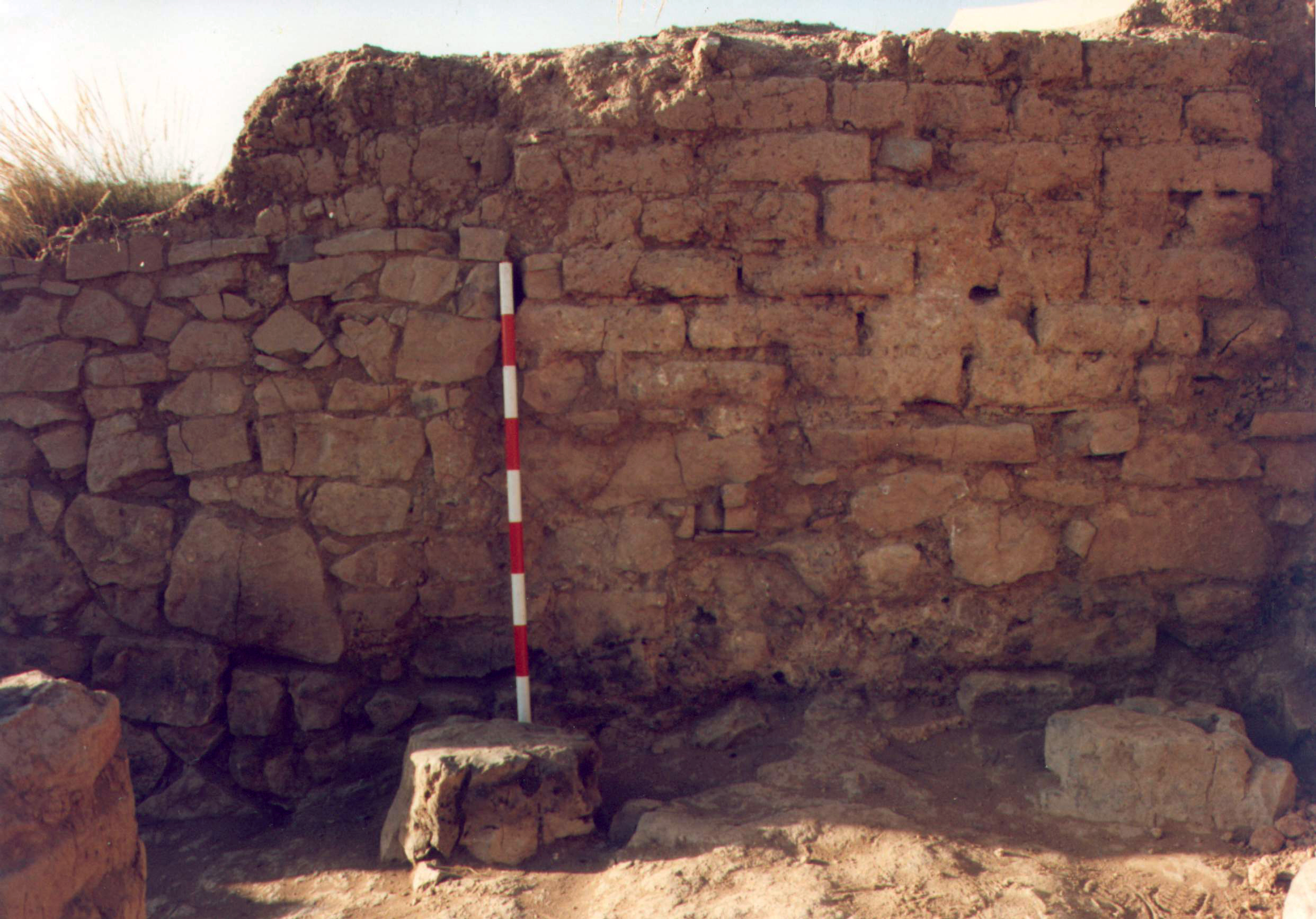
Un mur en briques crues endurcies par l'incendie de la dernière destruction.

L'étude des structures découvertes a permis de conclure que la construction du site s’est inspirée du plan à rue axiale, dont la tradition est bien attestée au Bas Aragon et dans la région de Valencia depuis l’âge du bronze moyen. L´habitat de quelque 1 000 m2, de forme pseudo-rectangulaire, est perché sur une colline peu élevée dont la crête calcaire a d’abord servi de carrière, fournissant les plus gros blocs de l’enceinte. Par la suite, la plateforme sommitale résultante a été aménagée en deux rangées d'habitations se faisant face de part et d’autre d’une rue axiale fermée au sud en cul-de-sac. Sur le côté nord, à l’opposé, la rue s’ouvre sur une place triangulaire ou rayonne une troisième volée de cases ; là, sur la pente ouest, en contrebas de la rue, un corridor d’accès abrite la porte de l’enceinte. Au-delà, une voie charretière dallée où subsistent des ornières a été aménagée à flanc de colline. De nombreux parements, vestiges des terrasses et contreforts destinés à éviter l’érosion de cette voie d’accès, sont visibles sur ce versant.

## La circulation

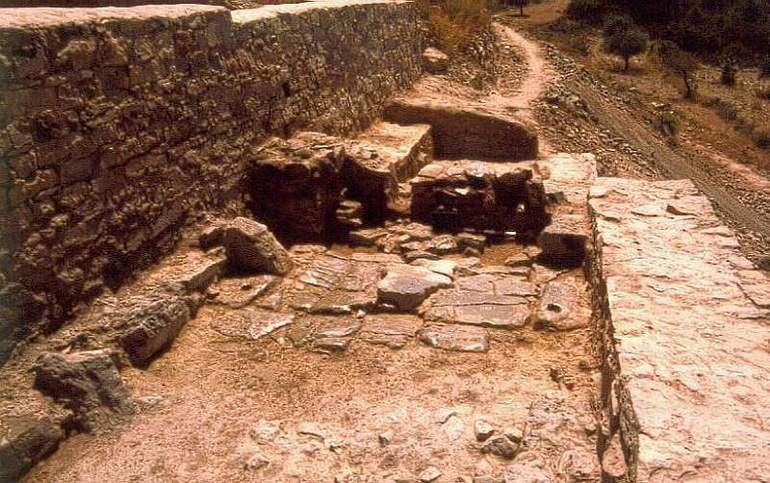
Chemin d'accès et porte charretière.

Les bâtisseurs de Castellet de Bernabé semblent avoir conçu l’aménagement des espaces en fonction de la circulation des véhicules. C’est du moins ce que semblent indiquer d’une part cette voie dallée de 42 m, puis, dans le secteur de la porte, la présence de bornes de protection devant les crapaudines ainsi qu’une ornière artificielle destinée à guider les roues sur ce passage étroit. Au-delà du corridor, une largeur de 2 m a été réservée aux véhicules, à l’occasion aux dépens des structures adossés aux façades, dont les angles ont été adoucis, lorsqu’elles n’ont pas simplement été retirées pour ne pas envahir l’espace dévolu à la circulation. 
Les roues des charrettes ont concassé, voire broyé, une bonne partie du substrat calcaire qui tient lieu de sol dans la rue, ce qui permet de suivre sans mal leur itinéraire à l’intérieur de l’habitat, jusqu’au début de la rue axiale. Après quelques mètres ce laminage s’interrompt, le rocher émerge et envahit progressivement la chaussée dont la largeur a doublé, atteignant 4 m ; dans cette partie du site la crête calcaire de la colline, plus proéminente, arbore des formes polies et une surface lustrée par les passages des occupants. La voie carrossable a fait place à un espace de vie.

## Urbanisme et fonction des espaces

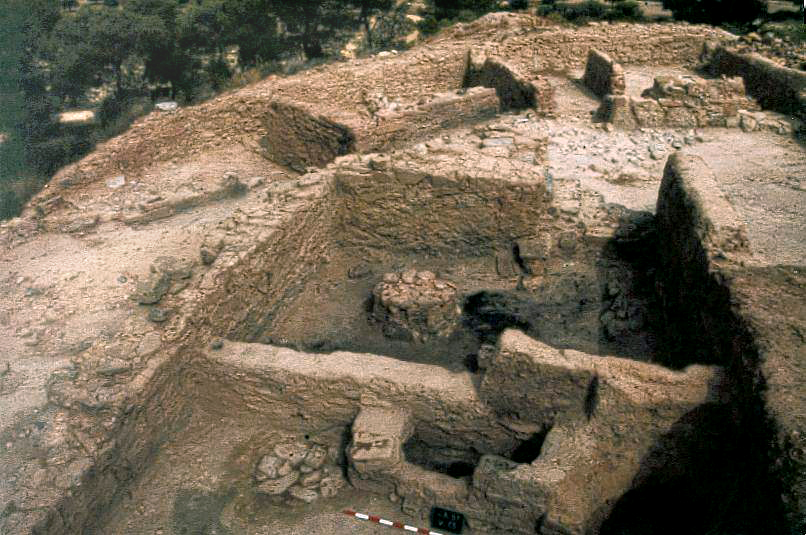
Aménagements et fonction des espaces : un four domestique, à l'arrière, une forge.

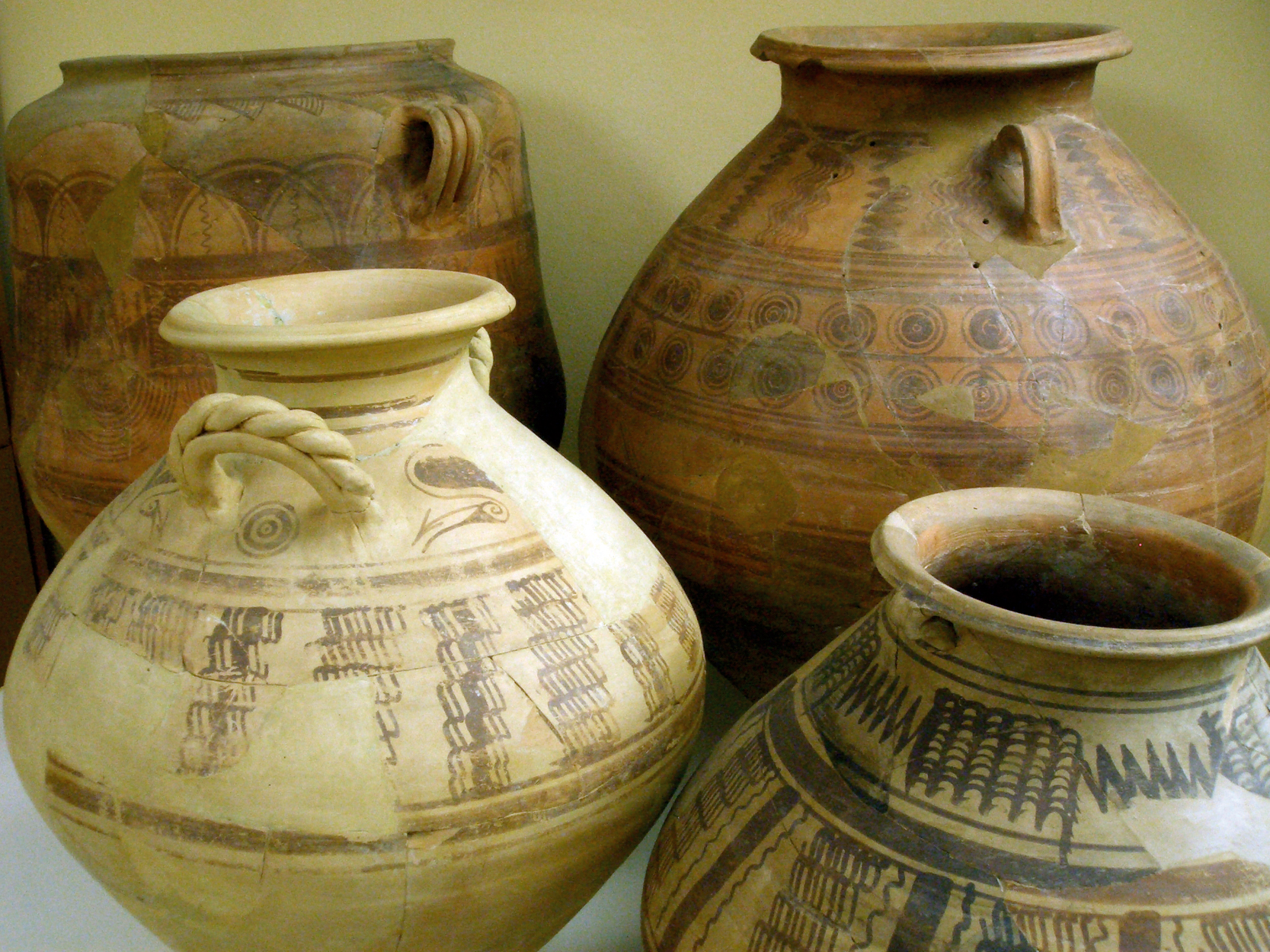
Céramique ibérique peinte de Castellet de Bernabé :cCollection de vases de stockage.

L’architecture, le mobilier et les aménagements permettent de distinguer trois secteurs différenciés au cours de la phase la plus récente de l’occupation de l’habitat, qui est aussi celle qui se conserve le mieux, puisque le site est resté sur pied après son abandon. Dans l’angle nord une enfilade de cinq cases adossées à la courtine Est, communiquant avec l’extérieur au moyen d’une porte à deux battants, a été reconnue comme une maison de maître, certainement les quartiers occupés par la famille propriétaire de ces murs. Du nord au sud, s’alignent une case cuisine-séjour spacieuse, aux multiples foyers, une chapelle à niche et foyer rituel, un moulin aménagé, un espace de stockage et une habitation, flanquée vers l’extérieur par une plateforme de chargement et de déchargement en adobes de forme cubique ou les charrettes devaient décharger leur contenu. Au-delà du mur de façade aveugle, seulement percé d’une étroite porte, la place triangulaire occupe le centre d’un secteur de l’habitat dévolu aux activités de production. La plupart des cases y sont occupées par des aménagements qui les encombrent de façon contraignante, figeant définitivement leurs activités dans un éventail fonctionnel limité. L’huilerie et ses bassins, le grenier et ses trois meules, l’espace de stockage à amphores, la forge, le four. Dans ce secteur, une seule case, la plus spacieuse, abrite des activités domestiques, ce qui pourrait être le signe d’un statut particulier de ses occupants.
De part et d’autre de la rue axiale s’alignent les espaces de vie d’une douzaine de familles de clients dont les habitations alternent avec des espaces de stockage et des structures collectives. Certaines activités ne sont représentées qu’une fois, tel le grenier, pourvu de meules circulaires, le four, le chai au sol jonché de pépins de raisin carbonisés et finalement, une étable. Dans ce contexte, c’est la rue, d’une largeur de 4 m, qui fait figure de théâtre de la vie quotidienne. La plupart des activités diurnes devaient s’y dérouler. Au bout de la rue, une citerne de 14 000 litres dont la couverture effondrée a été recueillie au fond, devait résoudre le problème de l’approvisionnement en eau pendant une bonne partie de l’année.
Finalement, à l'extrême nord de la rue, une place triangulaire établit une transition avant le corridor du portail d'entrée. Les différentes cases s'alignant vers le nord et le sud semblent toutes dévolues à des activités de transformation, que ce soit l'huilerie, la forge, la cave ou le grenier (qui a fourni trois meules).

## Aristocratie et clientèle

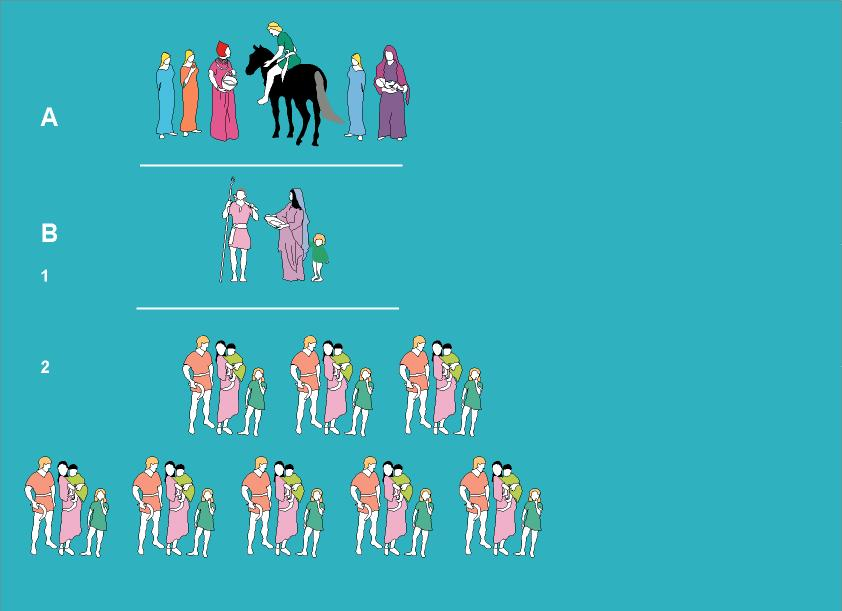
L'ordre social : une famille étendue, aristocratique (A) les familles nucléaires d'une clientèle (B2). Peut-être encadrées par un Vilicus (B1)

Telle est la configuration du site de Castellet de Bernabé ; au moment de sa destruction vers 200 av. J.-C., qui constitue l'époque la plus riche en documentation archéologique, le site abritait une communauté représentée par une famille aristocratique propriétaire et les familles d'une douzaine de clients chargés de la mise en valeur agricole de ce domaine.
Outre ces données historiques et économiques, de nombreux indices permettent une connaissance plus directe de la communauté qui occupait les lieux. Les métiers à tisser, les foyers culinaires, les céramiques de cuisine, les moulins permettent de discriminer les activités non seulement en fonction du genre mais aussi du statut social des occupants. Ainsi, les mobiliers permettent-ils de proposer qu'une matrone était responsable de la gestion des ressources de la communauté, le tissage constituant l'activité par excellence des autres femmes de l'aristocratie, face à une gent masculine occupée hors les murs, aux armes et aux travaux des champs. Des céramiques campaniennes permettent de dater le sac du site et son abandon vers 200 av. J.-C. donc au moment de la deuxième guerre punique. Autant dire qu'en de telles circonstances les hommes étaient sans doute fréquemment sollicités pour accomplir les obligations militaires associées à leur statut de clients.

## Un projet pilote
La richesse du registre archéologique de Castellet de Bernabé a rapidement convaincu les responsables de la Generalitat que le site se prêtait tout particulièrement à la mise en place d'une opération pilote reposant sur la création d'itinéraires, de récits historiques, de visite de monument. Les autorités municipales consultées ont tout de suite offert leur collaboration à l'équipe de techniciens chargés de la mise en place du projet. Celle-ci a envisagé deux perspectives complémentaires préalables à la mise en place des actions prévues dans le projet. D'une part une étude de marché des parties prenantes cibles et de l'offre existante dans la région dans un rayon géographique d'une vingtaine de km, d'autre part la programmation d'un ensemble d'activités directement liées au proche environnement du site archéologique. Ces deux études commandées à la faculté d'économie de l'université de Valence et à l'université polytechnique de Valence respectivement ont confirmé la direction proposée par les responsables du projet. L'étude de marché a détaillé les enjeux régionaux d'un tourisme rural auquel les responsables du gouvernement, polarisés par la côte et la saison estivale, ont cependant un certain mal à croire. Un second résultat fait état de l'existence d'un certain nombre de haras dans l'arrière pays de Valencia et de la bonne place tenue par les activités équestres dans l'éventail des propositions ludiques auxquelles sont occupés les loisirs. De son côté le projet proposé par l'université polytechnique de Valence considère la possibilité de tracer un itinéraire de découverte de 4 à 5 km partant de Bodegas, (un hameau non loin des vestiges) et aboutissant au Castellet de Bernabé. Cette initiative propose également d'intégrer à cet itinéraire les différents éléments dont font état la Convention européenne du paysage et les bonnes pratiques de gestion du patrimoine et de la nature. Vu le résultat de l'étude de marché, ce sentier de découverte a prévu l'aménagement d'une piste destinée aux randonnées à cheval. Une station d'accueil a été prévue à Bodegas, qui demandera des investissements de la part de la mairie (à suivre...).